# Titularbistum Thamugadi
Thamugadi (ital.: Tamugadi) ist ein Titularbistum der römisch-katholischen Kirche.
Die in Nordafrika gelegene Stadt Timgad war ein alter römischer Bischofssitz, der im 7. Jahrhundert mit der islamischen Expansion unterging. Er lag in der römischen Provinz Numidien.
| Titularbischöfe von Thamugadi |                          |                                           |                   |                   |
| Nr.                           | Name                     | Amt                                       | von               | bis               |
| 1                             | Román Acevedo Rojas      | Weihbischof in Morelia (Mexiko)           | 29. November 1967 | 29. Mai 1994      |
| 2                             | Patrick James Zurek      | Weihbischof in San Antonio (USA)          | 5. Januar 1998    | 3. Januar 2008    |
| 3                             | Enrique Sánchez Martínez | Weihbischof in Durango (Mexiko)           | 21. Juli 2008     | 16. November 2015 |
| 4                             | Pedro Collar Noguera     | Weihbischof in Ciudad del Este (Paraguay) | 23. April 2016    | 16. Februar 2017  |
| 5                             | Kenneth Michael Howell   | Weihbischof in Brisbane (Australien)      | 28. März 2017     | 24. Mai 2023      |